# Rugosus
Rugosus là một chi bọ cánh cứng trong họ Dytiscidae.
Chi này được García miêu tả khoa học năm 2001.

## Các loài
Các loài trong chi này gồm:
- Rugosus emarginatus García, 2001
- Rugosus pubis García, 2001